# LOCALITA
 (octobre 2016).
Si vous disposez d'ouvrages ou d'articles de référence ou si vous connaissez des sites web de qualité traitant du thème abordé ici, merci de compléter l'article en donnant les références utiles à sa vérifiabilité et en les liant à la section « Notes et références ».
>>LOCALITA<< est un groupe international d'artistes fondé à Paris en 1993 par Augusto Foldi, Fabien Hommet et Herman Steins.

Ces trois artistes, ayant constaté l'importance accordée au curriculum vitæ dans la carrière de l'artiste au point qu'il est systématiquement mis en exergue lors de toute manifestation artistique comme une sorte d'attestation de compétence ou de réussite, décident de mettre au point une stratégie permettant d'exposer dans un maximum de lieux d'expositions jugés à l'époque incontournables en Europe et en un minimum de temps. Selon une déclaration des artistes effectuée à Paris le 26 février 1993, le but de LOCALITA est de : 

« s'approprier les noms des lieux de nos actions pour notre biographie, considérée à son tour comme objet d'art. »

## Déclaration de principe
« Tout produit artistique pénétrant dans un certain nombre de galeries, collections ou musées accède au statut d'objet d'art grâce au seul nom du lieu où il figure. En a-t-il les qualités ? Seul le temps dit-on peut en attester. Conscient que cette affirmation tient lieu de démarche à bon nombre d'artistes depuis près d'un siècle, et n'ayant pour notre part ni le temps, ni le goût de nous sacrifier à ce lent processus, nous décidons de liquider la question de la "Biographie mythique" de l'artiste. Pour brûler les étapes nous exhiberons nos travaux : œuvres portatives surgissant des manteaux ; en tous lieux, galeries, musées ayant cette bonne réputation, et cela en l'espace d'une année. »

— >>LOCALITA<<

## Actions
Les artistes réalisent des œuvres portatives qu'ils accrochent sous leur manteau et qu'ils exhibent (à la manière d'exhibitionnistes) dans les galeries et musées d'Europe préalablement sélectionnés pour leur CV. Ces pièces portatives sont alors envisagées comme les simples éléments d'un travail collective : une biographie d'artiste exemplaire, un CV d'artiste comme œuvre d'art.
Lors de la rétrospective de 1995 à L'Atelier Mémoire (Issy-les-Moulineaux), les productions personnelles des membres du groupe seront d'ailleurs remisées sur des chariots et seules les différentes étapes européennes de la biographie LOCALITA seront exposées au mur dans des cadres dorés et vendues aux enchères (première vente mondiale d'un curriculum d'artiste(s) envisagé comme œuvre d'art).
Malgré un article de Willem dans Libération, des passages à Radio Aligre et à France Inter, une conférence des artistes aux Étoiles, l'action du groupe LOCALITA restera assez confidentielle en France, contrairement à l'Allemagne où des articles seront publiés dans les revues Apex et Kunstforum et la performance LOCALITA prise comme exemple de « microesthétique » par Pierangelo Maset dans Ästhetische Bildung der Differenz.
Le groupe LOCALITA est probablement soit dissout, soit simplement en sommeil, leur dernière apparition était à l'exposition « Boudoirs, salons et antichambres » au cneai = à Chatou en 2002 pour présenter leur livre et CD avec toute leur documentation, traces, vidéo et photos des actions LOCALITA.

## Évènements
- 26 février 1993 : création de >>LOCALITA<<
- 13 mai 1993 action à PARIS : Interventions de manière intrusive dans les « hauts-lieux » de l'art moderne et contemporain de Paris (L'Arc, Lelong, Maison des artistes, Jeu de Paume, Maeght, Centre Georges-Pompidou, Daniel Templon, Sylvana Lorenz, Yvon Lambert  (vente dirigée par maître Pierre Cornette de Saint-Cyr assisté de Ursula Martin Malburet)
- 24 mai 1993 : >>LOCALITA<< dans Libération
- 10 juin 1993 : >>LOCALITA<< sur RADIO Aligre
- 24 septembre 1993 : 1re soirée >>LOCALITA<<
- 28 septembre 1993 : action à Amsterdam
- 29 septembre 1993 : action à Rotterdam et Anvers
- 30 septembre 1993 : action à Bruxelles
- 7/8 janvier 1994 : action à Londres
- 8 mars 1994 : action à Francfort
- 9 mars 1994 : action à Cologne
- 10 mars 1994 : action à Düsseldorf
- 11 mars 1994 : action à Mönchengladbach et Krefeld
- 12 mars 1994 : action à Paderborn
- 15/16 mars 1994 : action à Berlin
- avril 1994 : >>LOCALITA<< dans APEX, Allemagne
- 30 mai 1994 : CONFÉRENCE >>LOCALITA<< à Paris
- octobre/décembre 1994 : >>LOCALITA<< dans KUNSTFORUM, Allemagne
- 12 octobre 1994 : action à la FIAC, Paris
- 26 novembre 1994 : >>LOCALITA<< sur France Inter
- 30 mars 1995 : RÉTROSPECTIVE >>LOCALITA<<, Issy-les-Moulineaux
- 1995 : >>LOCALITA<< cité dans Ästhetische Bildung der Differenz par Pierangelo Maset, Radius-Verlag GmbH, Stuttgart
- octobre 2002 : réédition du catalogue et des vidéos LOCALITA sur CD — « Boudoirs, salons et antichambres », cneai =, Chatou